# Кихну
Ки́хну (эст. Kihnu) — остров в Балтийском море площадью 16,4 км².
Кихну — самый большой остров в акватории Рижского залива и седьмой по величине остров в Эстонии. Административно является частью Пярнуского уезда, составляет волость Кихну.

## Климат
На острове климат переходный от морского к умеренно континентальному.
- Среднегодовая температура воздуха — 6,8 °C
- Средняя скорость ветра — 5,7 м/с
- Относительная влажность воздуха — 83 %

| Показатель                    | Янв.  | Фев.  | Март  | Апр. | Май  | Июнь | Июль | Авг. | Сен. | Окт. | Нояб. | Дек.  | Год   |
| ----------------------------- | ----- | ----- | ----- | ---- | ---- | ---- | ---- | ---- | ---- | ---- | ----- | ----- | ----- |
| Абсолютный максимум, °C       | 6,8   | 6,3   | 12,8  | 23,9 | 27,5 | 30,6 | 30,2 | 28,8 | 23,3 | 17,5 | 12,0  | 8,8   | 30,6  |
| Средний суточный максимум, °C | −0,6  | −1,7  | 1,1   | 6,4  | 13,4 | 17,7 | 19,9 | 19,4 | 14,8 | 9,8  | 4,7   | 1,6   | 8,9   |
| Средняя температура, °C       | −2,5  | −3,7  | −1,2  | 3,3  | 9,8  | 14,5 | 17,2 | 16,9 | 12,6 | 8,0  | 3,1   | −0,2  | 6,5   |
| Средний суточный минимум, °C  | −4,6  | −5,9  | −3,5  | 1,1  | 7,0  | 12,0 | 14,8 | 14,7 | 10,5 | 6,2  | 1,4   | −2,2  | 4,3   |
| Абсолютный минимум, °C        | −32,4 | −30,8 | −20,6 | −8,5 | −1   | 3,2  | 8,2  | 7,0  | 0,6  | −5,4 | −14,5 | −29,5 | −32,4 |
| Норма осадков, мм             | 33    | 24    | 26    | 32   | 37   | 52   | 59   | 58   | 66   | 61   | 59    | 46    | 552   |
| Источник: EMHI                |       |       |       |      |      |      |      |      |      |      |       |       |       |

| Показатель                    | Янв.  | Фев.  | Март  | Апр. | Май  | Июнь | Июль | Авг. | Сен. | Окт. | Нояб. | Дек.  | Год   |
| ----------------------------- | ----- | ----- | ----- | ---- | ---- | ---- | ---- | ---- | ---- | ---- | ----- | ----- | ----- |
| Абсолютный максимум, °C       | 8,1   | 6,3   | 15,0  | 23,9 | 29,2 | 30,6 | 31,8 | 29,5 | 23,3 | 17,5 | 12,0  | 9,0   | 31,8  |
| Средний суточный максимум, °C | −0,3  | −1,5  | 1,3   | 7,1  | 13,7 | 17,6 | 20,7 | 20,1 | 15,3 | 10,2 | 4,7   | 1,6   | 9,2   |
| Средняя температура, °C       | −2,1  | −3,5  | −1    | 3,9  | 10,1 | 14,5 | 17,9 | 17,5 | 13,1 | 8,3  | 3,2   | −0,1  | 6,8   |
| Средний суточный минимум, °C  | −4,1  | −5,6  | −3,2  | 1,6  | 7,5  | 12,0 | 15,4 | 15,2 | 10,9 | 6,6  | 1,5   | −2    | 4,6   |
| Абсолютный минимум, °C        | −32,4 | −30,8 | −20,6 | −8,5 | −1   | 3,2  | 8,0  | 7,0  | 0,6  | −5,4 | −14,5 | −19,6 | −32,4 |
| Норма осадков, мм             | 37    | 29    | 30    | 30   | 34   | 58   | 65   | 66   | 62   | 64   | 58    | 45    | 578   |
| Источник: EMHI                |       |       |       |      |      |      |      |      |      |      |       |       |       |

## История

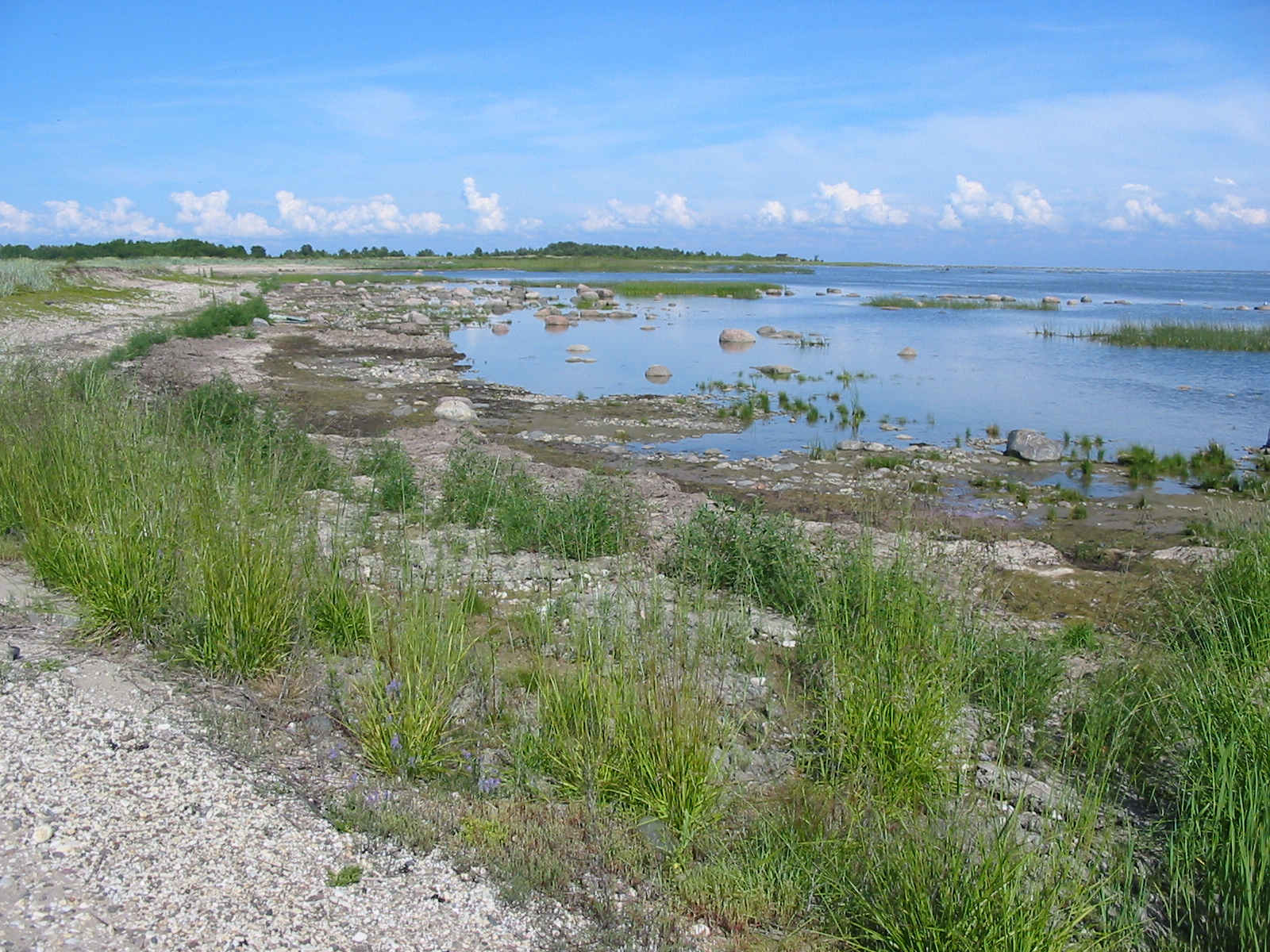
Побережье Кихну

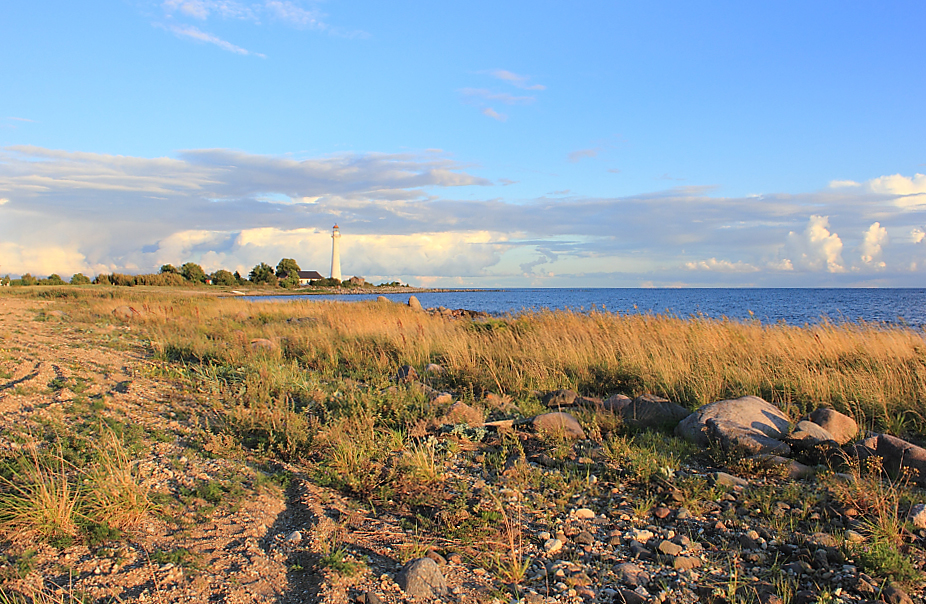
Побережье острова Кихну

Первые поселения появились на острове около 3 тысяч лет назад. Первое упоминание об острове в письменных источниках относится к 1386 году. Население на остров переселялось в основном с островов Сааремаа и Муху, а также с территории Ляэнеского уезда. На острове ранее проживали также шведы и ливы.

## Население
В 2013 году население острова составляло 516 человек, в основном эстонцев. На острове располагаются четыре населённых пункта: деревни Лемси, Линакюла, Роотсикюла и Сяаре.

## Экономика
Основные отрасли хозяйства: рыболовство и пищевая промышленность.
Остров имеет регулярное паромное и авиационное сообщение с городом Пярну, зимой возможен также переход по льду.

## Культура
Всемирная организация ЮНЕСКО 7 ноября 2003 года провозгласила Кихну и Манилайд частью нематериального культурного наследия человечества за сохранение дохристианской рунической песенной традиции. В список охранных объектов ЮНЕСКО также попал маяк острова, который в 2019 году был отреставрирован и снова открыт для посещения.

## Известные уроженцы
- Кихну Йынн